# Setki
Setki (374 m) – wzniesienie w obrębie miejscowości Olsztyn w województwie śląskim, powiecie częstochowskim. Jest jednym z ciągu wzniesień Sokolich Gór na Wyżynie Częstochowskiej. Znajduje się pomiędzy wzniesieniami Pustelnica i Donica.
Wzniesienie Setki w całości znajduje się w obrębie rezerwatu przyrody Sokole Góry. Jest porośnięte lasem sosnowym i bukowym, w którym występują liczne skałki wapienne. Wśród skałek znajduje się Schronisko w Górze Setki. 
Przez Setki prowadzi szlak turystyki pieszej.